# تكوين المدن
تكوين المدن هو مفهوم في الدراسات الحضرية ابتدعه إدوارد سوجا. فهو يشير إلى التشكيل الديناميكي لدولة المدينة - وهي اتحاد عدة مستوطنات حضرية صغيرة في ظل حكم «مدينة» رئيسية (أو ما يسمى دولة المدينة أو النظام الحضري). ويُعتبر تعريف سوجا للتكوين الحضري المذكور في رسالة المدينة من الناحية المكانية, هو «المحفز للتجمع الحضري.»

## العلوم الاجتماعية
من وجهة نظر العلوم الاجتماعية، فهو أيضًا «عملية ذات نواة متداخلة هرميًا مع الحكم السياسي والتنمية الاقتصادية والنظام الاجتماعي والهوية الثقافية»Soja (2000:13-14).
يرتبط تكوين المدن بالقرب والتآزر الذي يحدث في بعض الأحيان عندما تتم مبادلة الأفكار بين البشر. ويعمل أيضًا تكوين المدن على إثارة التعقيد الاجتماعي المكاني المتولد فيما بين ووسط الفاعلين.
في الأماكن الحضرية المأهولة بالسكان توفر الكتلة الحرجة الدافع للابتكار الذين يكون غير متاح عادة في البيئات الريفية؛ لذلك من الممكن لتكوين المدن أن يؤخذ في الاعتبار من ناحية العلاقات الجغرافية التي تخلق وتعطي أهمية للمدن.

## كتابات أخرى
- Bell، Thomas L. (مارس 2003). "Book Review". Annals of the Association of American Geographers. ج. 93 ع. 1: 248–250. {{استشهاد بدورية محكمة}}: الوسيط author-name-list parameters تكرر أكثر من مرة (مساعدة) (A review of Soja's Postmetropolis: Critical Studies of Cities and Regions, ISBN 1-57718-001-1.)

- "Writing the city spatially", City, November, 2003.